# قرار مجلس الأمن التابع للأمم المتحدة رقم 56
قرار مجلس الأمن التابع للأمم المتحدة رقم 56، الصادر في 19 أغسطس 1948، بعد أن تلقى اتصالات من وسيط الأمم المتحدة بشأن الوضع في القدس، وجه المجلس انتباه الحكومات والسلطات إلى قرار مجلس الأمن 54. وقرر المجلس أن يتحمل جميع الأطراف المعنية المسؤولية المباشرة عن جميع قواتهم النظامية وغير النظامية، وأن يستخدموا جميع الوسائل المتاحة لمنع كسر الهدنة.
كما قرر المجلس أنه لن يتمكن أي طرف من انتهاك الهدنة على أساس الانتقام من انتهاك آخر، وأنه لا يحق لأي حزب أن يكسب مزايا عسكرية أو سياسية من خلال انتهاك الهدنة.
تم التصويت على القرار في أجزاء. على هذا النحو، لم يجر أي تصويت على القرار بأكمله.